# Abraham van Beijeren
Abraham van Beijeren (ca. 1620 i Haag, død marts 1690 i Alkmaar) var en nederlandsk maler.
Van Beijeren virkede i Haag og i Delft, senere i Amsterdam og Alkmaar. Beijeren har malet fortræffelige stillebensstykker, særlig med slimet glinsende fisk, farveprægtige frokostbilleder og lignende. Der findes en del arbejder af ham i privatsamlinger; i offentlige gallerier er han sjældnere.
I Statens Museum for Kunst i København kan Stilleben. Fisk på et stenbord ses.